# Perro fiel
Perro fiel est une chanson de Shakira, en collaboration avec Nicky Jam. 
La chanson est sortie le 29 septembre 2017, et est le troisième single sur le onzième album de Shakira, El Dorado.

## Performance commerciale
En septembre 2017, la chanson a été vendu à près de 19 000 exemplaires aux États-Unis selon Nielsen Soundscan.

## Clip musical
Le clip a été filmé et réalisé par Jaume de Laiguana à la fin du mois de juillet 2017 à Barcelone.
En mars 2019, la vidéo totalise plus de 650 millions de vues sur YouTube, et plus de 260 millions de streams sur Spotify.

## Classement

### Classement hebdomadaires
| Classement (2017)                    | Meilleure position |
| ------------------------------------ | ------------------ |
| Argentine (Monitor Latino)           | 1                  |
| Belgique (Ultratoop Wallonie)        | 39                 |
| Bolivie (Monitor Latino)             | 3                  |
| Équateur (rapport national)          | 6                  |
| France (SNEP)                        | 83                 |
| Guatemala (Monitor Latino)           | 4                  |
| Liban (The Official Lebanese Top 20) | 1                  |
| Mexique (Monitor (Alberta)           | 1                  |
| Paraguay (Monitor Latino)            | 1                  |
| Pologne (Top 50 Dance)               | 10                 |
| Portugal (AFP)                       | 80                 |
| Espagne (PROMUSICAE)                 | 3                  |
| Suisse (Schweizer Hitparade)         | 62                 |
| Venezuela                            | 23                 |
| États-Unis (Hot 100)                 | 100                |
| États-Unis (Hot Latins Songs)        | 6                  |

## Certifications[9]
| Pays ou Région | Certification   | Unités vendu  |
| -------------- | --------------- | ------------- |
| Brésil         | Platine         | 40 000        |
| Colombie       | Or              | 10 000        |
| États-Unis     | -               | 500 000 (SPS) |
| Espagne        | 3 × Platine     | 120 000       |
| Italie         | Or              | 25 000        |
| Mexique        | 3 × Platine+ Or | 210 000       |
| Pérou          | Or              | 3 000         |
| Suisse         | Or              | 10 000        |
| Monde          | -               | 2 300 000     |